# Vila Emil Costinescu din Sinaia
Vila Emil Costinescu din Sinaia este un monument istoric aflat pe teritoriul orașului Sinaia.